# Grand Soir (album)
Pour les articles homonymes, voir Le Grand Soir (homonymie).
Albums de La Ruda
Les Bonnes Manières Odéon 10-14
Grand Soir est le septième album de La Ruda sorti le 16 mars 2009 chez Radical. Il est composé de 12 titres inédits en acoustique. Avec cet album La Ruda confirme sa volonté de changement et le virage acoustique amorcé avec le précédent album « Les Bonnes Manières ».

## Liste des chansons
1. Go to the party !
2. Eddie voit rouge
3. Un beau matin au plus tard
4. Dans la même rue
5. Fantomas 2008
6. Quand le réveil sonne
7. La parade de Gordon Banks
8. Grand soir
9. Padam Elvis
10. Si tu allais
11. Lucile
12. Depuis ce jour